# خورتا
خورتا (به لاتین: Khorta) یک منطقهٔ مسکونی در روسیه است که در داغستان واقع شده‌است.